# Dyme atropurpurea
Dyme atropurpurea är en insektsart som beskrevs av Carl 1913. Dyme atropurpurea ingår i släktet Dyme och familjen Diapheromeridae. Inga underarter finns listade i Catalogue of Life.